# Richard Manchester
Pour les articles homonymes, voir Manchester (homonymie).
Richard Manchester est un astronome australien spécialisé dans l'étude des pulsars. Travaillant à l'Australia Telescope National Facility, il participe aux travaux sur les pulsars de l'Observatoire de Parkes, qui a à son actif le plus grand nombre de découvertes de pulsars. Auteur de plus de 250 articles publiés dans des revues scientifiques à comité de lecture, il fait partie des chercheurs les plus actifs dans ce domaine.